# سكوت ليفلي
سكوت ليفلي هو مدير الدعاية وسياسي أمريكي، ولد في 14 ديسمبر 1957 في شيلبورن فولز في الولايات المتحدة.

## وصلات خارجية
- الموقع الرسمي